# Ice, Death, Planets, Lungs, Mushrooms and Lava
Ice, Death, Planets, Lungs, Mushrooms and Lava è il ventunesimo album in studio del gruppo musicale australiano King Gizzard & the Lizard Wizard, pubblicato nel 2022.

## Tracce
1. Mycelium – 7:36
2. Ice V – 10:16
3. Magma – 9:06
4. Lava – 6:41
5. Hell's Itch – 13:28
6. Iron Lung – 9:05
7. Gliese 710 – 7:48

## Formazione
- Stu Mackenzie – voce, chitarra, organo, flauto, basso (1–3, 5–7), piano (1, 4–7), percussioni (1–3, 5, 7), Clavinet (2–4, 6)
- Ambrose Kenny-Smith – tastiera, sassofono, voce (1, 2, 4–7), percussioni (1–3, 5–7), armonica (5)
- Michael Cavanagh – batteria
- Joey Walker – chitarra (1–4, 6), basso (1–3, 5, 6), tastiera (1), Farfisa (2), sintetizzatore (4), voce (5)
- Cook Craig – tastiera, chitarra (1–4, 6, 7), basso (1, 7)
- Lucas Harwood – basso (2, 4, 7), tastiera (2, 7), piano (7)

## Classifiche
| Classifica (2022) | Posizione massima |
| ----------------- | ----------------- |
| Australia         | 36                |